# Platyja griseomaculata
Platyja griseomaculata là một loài bướm đêm trong họ Noctuidae.